# Chloronia
Chloronia là một chi côn trùng trong họ Corydalidae..